# Championnats du Commonwealth de course en montagne et ultradistance 2011
Navigation
2009
Les championnats du Commonwealth de course en montagne et ultradistance 2011, deuxième édition des championnats du Commonwealth de course en montagne et ultradistance, ont lieu du 23 au 25 septembre 2011 à Llanberis, au pays de Galles. Plus de 200 athlètes provenant de 24 pays du Commonwealth y participent.

## Résultats
L'épreuve de 24 heures se déroule le 23 septembre sur un circuit de 1 km à Llandudno. L'Anglaise Lizzy Hawker remporte la victoire au classement général en décrochant un nouveau record du monde féminin avec 247,076 km. Elle devance le vainqueur masculin John Pares de près de 3 kilomètres. David Kennedy et Pat Robbins complètent le podium masculin. La Galloise Emily Gelder et l'Australienne Meredith Quinlan se classent deuxième et troisième femme.
La course en montagne avec montée et descente se déroule sur le célèbre Mont Snowdon. Le parcours masculin mesure 11,8 km pour +/-690 m de dénivelé. Le parcours féminin est de 8,8 km pour +/-550 m. L'Anglais James McMullan parvient à battre les Écossais Robbie Simpson et Joe Symonds pour remporter la médaille d'or. Chez les femmes, c'est la favorite Lizzie Adams qui s'impose devant Tracey Brindley et Mary Wilkinson.
Au classement par équipe masculin, l'Angleterre et l'Écosse se retrouvent ax-aequo avec 16 points. L'avantage revient toutefois à l'Angleterre grâce à la première place de James McMullan.
L'épreuve de trail se déroule le 25 septembre sur un tracé de 53 km dans la forêt de Newborough. Richard Gardiner remporte la victoire en 3 h 29 min 54 s, menant un triplé gallois complété par Andrew Davies et Nathaniel Lane. Chez les femmes, l'Anglaise Emma Gooderham s'impose en 3 h 53 min 50 s. Le podium est complété par l'Écossaise Angela Mudge et l'Australienne Kirstin Bull.

### 24 heures
| Rang               | Athlète            | Distance   |
| ------------------ | ------------------ | ---------- |
| Médaille d'or      | John Pares         | 244,335 km |
| Médaille d'argent  | David Kennedy      | 236,939 km |
| Médaille de bronze | Pat Robbins        | 231,164 km |
| 4                  | Bryan McCorkindale | 222,374 km |
| 5                  | Wayne Botha        | 222,295 km |
| 6                  | Chris Carver       | 220,480 km |
| 7                  | Anth Courtney      | 219,868 km |
| 8                  | Alex McKenzie      | 216,955 km |
| 9                  | Richard Quennell   | 219,868 km |
| 10                 | Sean McCormack     | 211,941 km |

| Rang               | Athlète                                                       | Distance   |
| ------------------ | ------------------------------------------------------------- | ---------- |
| Médaille d'or      | Angleterre Pat Robbins Chris Carver Richard Quennell          | 668,335 km |
| Médaille d'argent  | Pays de Galles John Pares Sean McCormack Jeremy Mower         | 664,244 km |
| Médaille de bronze | Nouvelle-Zélande Bryan McCorkindale Wayne Botha Alex McKenzie | 661,624 km |
| 4                  | Australie David Kennedy Anth Courtney John Pearson            | 661,125 km |

| Rang               | Athlète                  | Distance   |
| ------------------ | ------------------------ | ---------- |
| Médaille d'or      | Lizzy Hawker             | 247,076 km |
| Médaille d'argent  | Emily Gelder             | 220,480 km |
| Médaille de bronze | Meredith Qinlan          | 217,631 km |
| 4                  | Debbie Martin-Consani    | 208,057 km |
| 5                  | Marie Doke               | 206,409 km |
| 6                  | Susannah Harvey-Jamieson | 204,373 km |
| 7                  | Sharon Law               | 204,017 km |
| 8                  | Sharon Scholz            | 197,186 km |
| 9                  | Pauline Walker           | 193,717 km |
| 10                 | Karen Hathaway           | 189,531 km |

| Rang               | Athlète                                                          | Distance   |
| ------------------ | ---------------------------------------------------------------- | ---------- |
| Médaille d'or      | Angleterre Lizzy Hawker Marie Doke Karen Hathaway                | 643,016 km |
| Médaille d'argent  | Australie Meredith Qinlan Susannah Harvey-Jamieson Sharon Scholz | 619,190 km |
| Médaille de bronze | Écosse Debbie Martin-Consani Sharon Law Pauline Walker           | 605,791 km |
| 4                  | Canada Sue Armstrong Bernadette Benson Charlotte Vasarhelyi      | 448,369 km |

### Course en montagne
| Rang               | Athlète          | Temps       |
| ------------------ | ---------------- | ----------- |
| Médaille d'or      | James McMullan   | 50 min 03 s |
| Médaille d'argent  | Robbie Simpson   | 50 min 20 s |
| Médaille de bronze | Joe Symonds      | 50 min 31 s |
| 4                  | Francis Khanje   | 51 min 54 s |
| 5                  | Rob Samuel       | 51 min 56 s |
| 6                  | Andres Jones     | 52 min 02 s |
| 7                  | Tom Cornthwaite  | 52 min 25 s |
| 8                  | Chris Smith      | 52 min 30 s |
| 9                  | Billy Burns      | 52 min 44 s |
| 10                 | Richard Phillips | 53 min 06 s |

| Rang               | Athlète                                                 | Positions |
| ------------------ | ------------------------------------------------------- | --------- |
| Médaille d'or      | Angleterre James McMullan Tom Cornthwaite Chris Smith   | 16        |
| Médaille d'argent  | Écosse Robbie Simpson Joe Symonds Alastair Anthony      | 16        |
| Médaille de bronze | Pays de Galles Rob Samuel Andres Jones Richard Phillips | 21        |
| 4                  | Australie Nicholas Wrightman Patrick Nispel Gerard Robb | 57        |

| Rang               | Athlète            | Temps       |
| ------------------ | ------------------ | ----------- |
| Médaille d'or      | Lizzie Adams       | 43 min 37 s |
| Médaille d'argent  | Tracey Brindley    | 43 min 56 s |
| Médaille de bronze | Mary Wilkinson     | 44 min 15 s |
| 4                  | Olivia Walwyn-Bush | 44 min 41 s |
| 5                  | Victoria Wilkinson | 45 min 15 s |
| 6                  | Sarah Tunstall     | 45 min 17 s |
| 7                  | Catriona Buchanan  | 45 min 36 s |
| 8                  | Vivian Kiplagat    | 45 min 44 s |
| 9                  | Jackie Lee         | 47 min 34 s |
| 10                 | Claire Ward        | 47 min 52 s |

| Rang               | Athlète                                                     | Positions |
| ------------------ | ----------------------------------------------------------- | --------- |
| Médaille d'or      | Angleterre Lizzie Adams Mary Wilkinson Olivia Walwyn-Bush   | 8         |
| Médaille d'argent  | Écosse Tracey Brindley Catriona Buchanan Claire Ward        | 19        |
| Médaille de bronze | Pays de Galles Jackie Lee Anna Barlett Emma Bayliss         | 35        |
| 4                  | Australie Bronwyn Humphrys Hubertien Wichers Claire Durrant | 44        |

### Trail
| Rang               | Athlète          | Temps           |
| ------------------ | ---------------- | --------------- |
| Médaille d'or      | Richard Gardiner | 3 h 29 min 55 s |
| Médaille d'argent  | Andrew Davies    | 3 h 34 min 34 s |
| Médaille de bronze | Nathaniel Lane   | 3 h 38 min 09 s |
| 4                  | Brendan Davies   | 3 h 38 min 57 s |
| 5                  | Micheal Dongers  | 3 h 40 min 11 s |
| 6                  | Andrew Fallas    | 3 h 41 min 03 s |
| 7                  | Paul Fernandez   | 3 h 42 min 43 s |
| 8                  | Vajin Armstrong  | 3 h 43 min 13 s |
| 9                  | Julian Rendall   | 3 h 42 min 29 s |
| 10                 | Russell Maddams  | 3 h 44 min 57 s |

| Rang               | Athlète                                                           | Temps            |
| ------------------ | ----------------------------------------------------------------- | ---------------- |
| Médaille d'or      | Pays de Galles Richard Gardiner Andrew Davies Nathaniel Lane      | 10 h 42 min 38 s |
| Médaille d'argent  | Angleterre Paul Fernandez Julian Rendall Russell Maddams          | 11 h 11 min 09 s |
| Médaille de bronze | Nouvelle-Zélande Brendan Davies Micheal Dongers Jonathan Worswick | 11 h 16 min 32 s |
| 4                  | Écosse Andrew Fallas Matthew Williamson Paul Raistrick            | 11 h 19 min 24 s |

| Rang               | Athlète           | Temps           |
| ------------------ | ----------------- | --------------- |
| Médaille d'or      | Emma Gooderham    | 3 h 53 min 50 s |
| Médaille d'argent  | Angela Mudge      | 4 h 05 min 54 s |
| Médaille de bronze | Kirstin Bull      | 4 h 09 min 53 s |
| 4                  | Lucy Colquhoun    | 4 h 14 min 38 s |
| 5                  | Helen Taranowski  | 4 h 21 min 57 s |
| 6                  | Kate Bailey       | 4 h 22 min 46 s |
| 7                  | Nathalie Christie | 4 h 27 min 31 s |
| 8                  | Kate Seibold      | 4 h 32 min 09 s |
| 9                  | Karen Alexander   | 4 h 32 min 30 s |
| 10                 | Verity Breen      | 4 h 36 min 39 s |

| Rang               | Athlète                                                | Temps            |
| ------------------ | ------------------------------------------------------ | ---------------- |
| Médaille d'or      | Angleterre Emma Gooderham Helen Taranowski Kate Bailey | 12 h 38 min 33 s |
| Médaille d'argent  | Écosse Angela Mudge Lucy Colquhoun Nathalie Christie   | 12 h 48 min 03 s |
| Médaille de bronze | Australie Kirstin Bull Kate Seibold Verity Breen       | 13 h 18 min 40 s |
| 4                  | -                                                      | -                |